# Odynerus congolensis
Odynerus congolensis är en stekelart som beskrevs av Joseph Charles Bequaert.
Odynerus congolensis ingår i släktet lergetingar och familjen Eumenidae. Inga underarter finns listade i Catalogue of Life.